# Gunnar Utterberg
Nils Gunnar Utterberg (Jönköping, 28 de noviembre de 1942-Mölltorp, 12 de septiembre de 2021) fue un deportista sueco que compitió en piragüismo en la modalidad de aguas tranquilas.
Participó en tres Juegos Olímpicos de Verano, entre los años 1964 y 1972, obteniendo una medalla de oro en Tokio 1964, en la prueba de K2 1000 m.
Ganó una medalla de bronce en el Campeonato Mundial de Piragüismo de 1970 y tres medallas de plata en el Campeonato Europeo de Piragüismo, en los años 1967 y 1969.

## Palmarés internacional
| Juegos Olímpicos   | Juegos Olímpicos       | Juegos Olímpicos  | Juegos Olímpicos |
| Año                | Lugar                  | Medalla           | Competición      |
| ------------------ | ---------------------- | ----------------- | ---------------- |
| 1964               | Tokio (Japón)          | Medalla de oro    | K2 1000 m        |
| Campeonato Mundial |                        |                   |                  |
| Año                | Lugar                  | Medalla           | Competición      |
| 1970               | Copenhague (Dinamarca) | Medalla de bronce | K4 10 000 m      |
| Campeonato Europeo |                        |                   |                  |
| Año                | Lugar                  | Medalla           | Competición      |
| 1967               | Duisburgo (RFA)        | Medalla de plata  | K2 1000 m        |
| 1967               | Duisburgo (RFA)        | Medalla de plata  | K2 10 000 m      |
| 1969               | Moscú (URSS)           | Medalla de plata  | K2 1000 m        |